# Püstophon

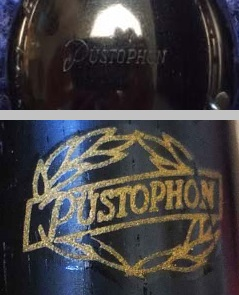
Beispiele für das Logo von Püstophon, oben: auf einem Englischhorn, auf einer Oboe, unten auf einer Klarinette

Püstophon war eine Markenbezeichnung für Holzblasinstrumente, insbesondere Klarinetten, Flöten, Oboen und Englischhörner, der Musikinstrumentenfabrik Hans Kreul in Tübingen.
Die Bezeichnung Püstophon stammt von zwei seit den 1950er Jahren bei Hans Kreul (1918–1989) in Tübingen beschäftigten Instrumentenbauern, Püchner und Stowasser. Der Markenname setzt sich aus „Pü“-chner, „Sto“-wasser und „phon“ zusammen. Rudolf Püchner war ein Cousin Josef Püchners, der seine Firma in Nauheim hatte.
Püchner, Stowasser und Kreul bauten sowohl deutsche als auch Boehm-Klarinetten (z. B. für Musiker unter den amerikanischen Soldaten).
1956 beschäftigte der Betrieb 45 Mitarbeiter, und 1969 wurden 80 % der Instrumente exportiert. Die Markenbezeichnung Püstophon wurde bis Mitte der 1970er Jahre verwendet. Oboen wurden danach unter der Markenbezeichnung Mirafone/Miraphone vertrieben.